# 维拉·内波斯娜
维拉·内波斯娜（Vera Nebolsina，1989年12月16日—），俄罗斯女子国际象棋棋手、女子特级大师。
内波斯娜于1998年获得了世界国际象棋女子10岁组冠军。2004年，被授予女子国际大师称号。2007年，她夺得了世界国际象棋女子青年冠军，并因此获得了女子特级大师称号。